# Dorcatoma setulosa
Dorcatoma setulosa är en skalbaggsart som beskrevs av Leconte 1865. Dorcatoma setulosa ingår i släktet Dorcatoma och familjen trägnagare. Inga underarter finns listade i Catalogue of Life.